# مراقب الدولة في إسرائيل
سلطات الكنيست في مراقبة ومراجعة السياسات والعمليات الحكومية يتم ممارستها بشكل رئيسي من خلال مراقب الدولة (بالعبرية : מבקר המדינה) حيث يعتبر شاغل هذا المنصب مستقل تمامًا عن الحكومة ومسؤول فقط أمام الكنيست وحده.